# Badischer Baubund
Der Badische Baubund war ein Verband zur Förderung des Wohnungsbaus in Baden, der im Juni 1916 gegründet wurde und bis 1930 bestand.
Zu seinen Zielen gehörten die Milderung der Wohnungsnot, die Schaffung von Wohnraum für Kriegsheimkehrer und die Wohnungsfürsorge für kinderreiche Familien. Der Baubund wollte die verschiedenen Einzelinitiativen in Baden bündeln und die für das Kriegsende zu erwartende Wohnungsnot mit Augenmerk auf die sozial Bedürftigen kompensieren. Zu seinen Aufgaben gehörten die Beschaffung von Baugelände, Baumitteln und Baustoffen sowie von Arbeitskräften. Die Gründer des Baubundes reagierten darauf, dass private Bauinitiativen und der Kleinwohnungsbau den hohen Bedarf an Wohnraum nicht würden decken können (sogenannte Kleinwohnungsfrage). Der Baubund betätigte sich zudem als Interessenvertreter bei den legislativen Einrichtungen und unterstützte die Gemeinden bei öffentlichen Bauvorhaben. Der Baubund verstand sich außerdem als Vorbild für ähnliche Verbandsformen, die er in anderen Bundesstaaten anzuregen suchte.
Aufgelöst wurde der Verband im Jahre 1930. Zu seinen Mitarbeitern gehörte unter anderem der in Karlsruhe ansässige Architekt Robert Curjel.